# Vivaldi-Antenne

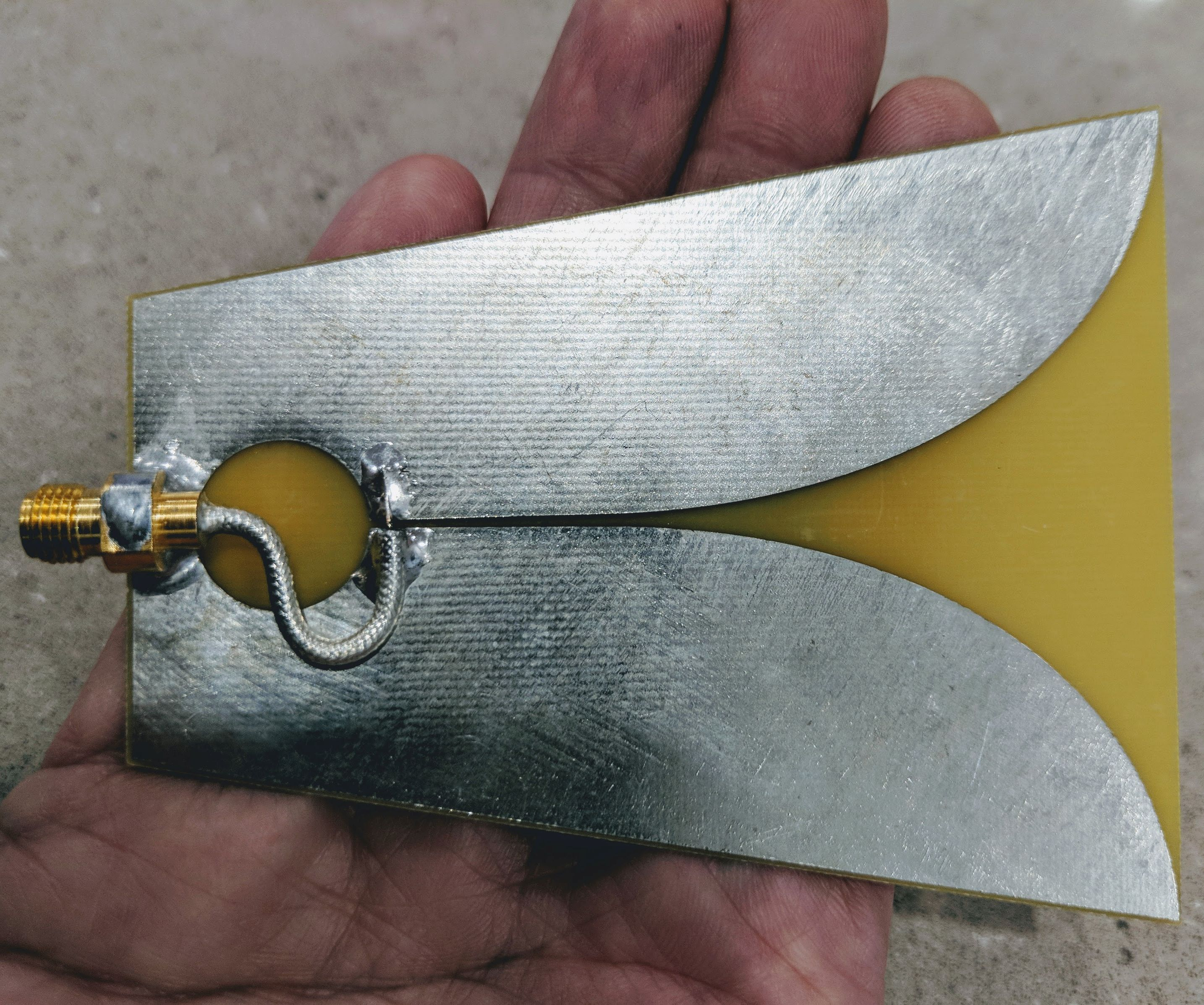
Auf eine Leiterplatte gedruckte koplanare Vivaldi-Antenne mit angelötetem Koaxialkabel und SMA-Buchse

Die Vivaldi-Antenne (auch englisch tapered slot antenna für „Antenne mit sich erweiterndem Schlitz“; kurz: TSA) ist eine Breitbandantenne für den Mikrowellen-Bereich, die aus einer oder mehreren ebenen (koplanaren) leitfähigen Flächen auf einer dielektrischen Trägerplatte bestehen (Bild). Die Bezeichnung geht auf Peter J. Gibson zurück, der diese Antennenbauform 1979 auf der Europäischen Mikrowellenkonferenz erstmals beschrieb.
Die flächigen Strahlerelemente können auf lediglich einer Ebene (koplanare Vivaldi-Antenne), auf zwei (antipodale Vivaldi-Antenne) oder drei Ebenen (symmetrisch-antipodale Vivaldi-Antenne) verteilt sein. Antipodale Vivaldi-Antennen können direkt an eine koaxiale Leitung angeschlossen werden.

## Funktionsweise

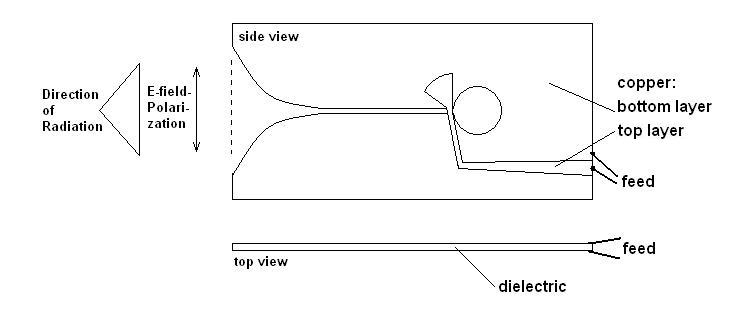
Schema einer Vivaldi-Antenne; beidseitig auf einer isolierenden Zwischenschicht aufgebrachte Kupfer-Flächen bewirken eine Abstrahlung elektromagnetischer Wellen in paralleler Richtung zur Ebene. Die Kupferbeschichtung der Ober- und Unterseite sind hier überlagert dargestellt: Der mittig abgewinkelte Streifen rechts liegt auf der einen Seite der Trägerplatte und die sich nach links trichterförmig öffnende Fläche auf der anderen Seite.

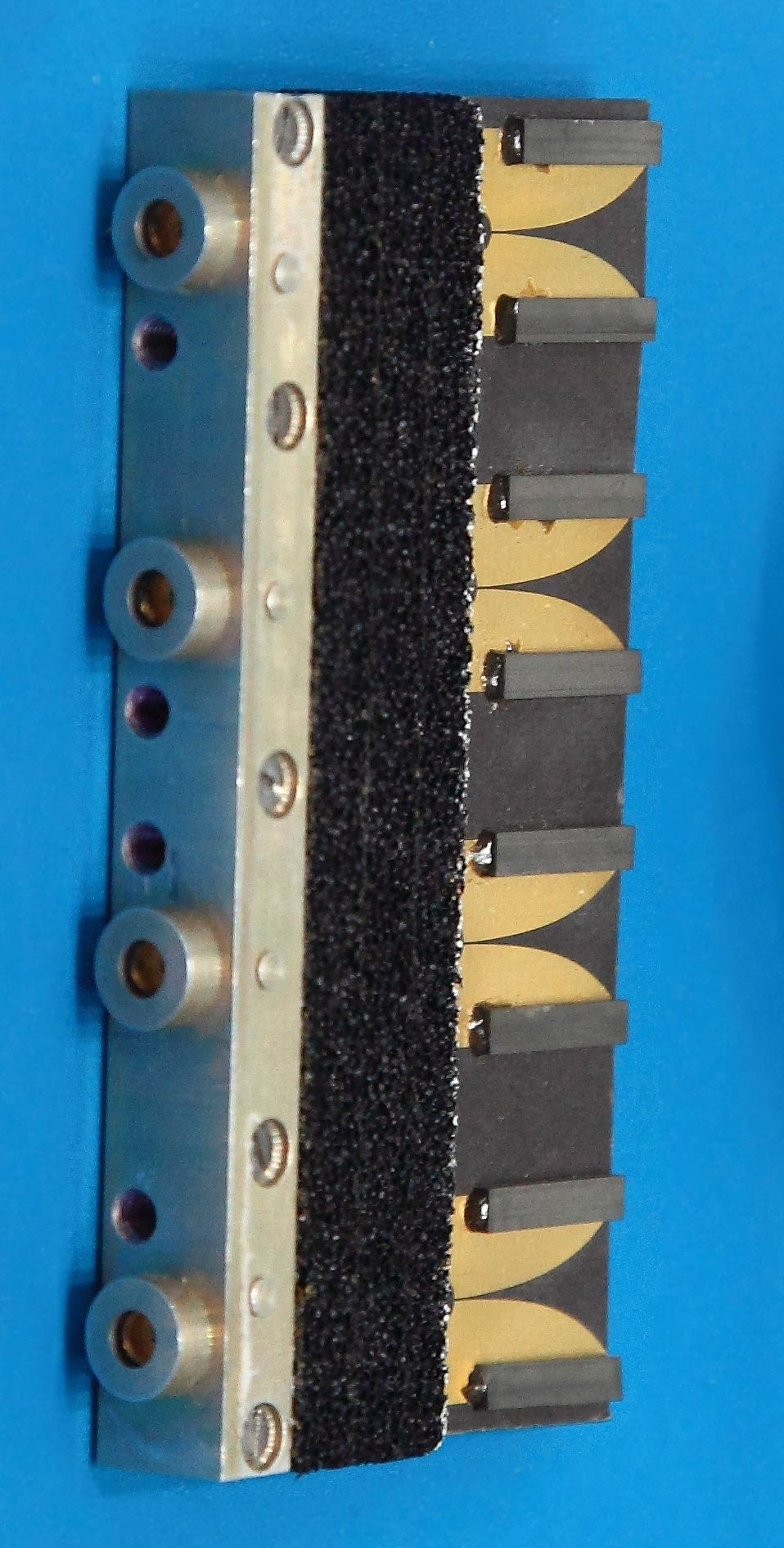
Lineare Gruppe von vier Vivaldi-Antennen

Koplanare Vivaldi-Antennen werden über eine Schlitzleitung gespeist. Sollte die Anpasselektronik in Mikrostrip-Technologie vorliegen, ist ein Übergang notwendig. Dieser lässt sich relativ breitbandig realisieren, wenn die Streifenleitung mit einem kreissektorförmigen Flächenelement abgeschlossen wird. Dadurch wird ein Stromknoten im Kreuzungspunkt realisiert. Die Schlitzleitung hingegen wird mit einem kreisförmigen Freiraum, der eine viertel Wellenlänge lang ist, ebenfalls breitbandig abgeschlossen. Die eigentliche Antenne ist ein zweidimensionales Exponentialhorn, das die gerichtete Abstrahlung einer linear polarisierten elektromagnetischen Welle bewirkt. Insgesamt erfolgt eine reflexionsarme Transformation der Wellenimpedanz der Streifenleitung auf den abweichenden Freiraumwellenwiderstand.
Vivaldi-Antennen können für lineare Polarisation oder – wenn zwei Antennen senkrecht zueinander angeordnet werden – für beide Polarisationsrichtungen aufgebaut werden.
Wenn die beiden orthogonalen Antennen mit einem um 90° phasenverschobenen Signal gespeist werden, wird eine zirkular polarisierte Welle ausgestrahlt bzw. empfangen. Die Erzeugung einer breitbandig konstanten Phasenverschiebung von 90° ist jedoch schwierig zu realisieren.
Der Vorteil von Vivaldi-Antennen liegt in ihrer einfachen Herstellung, bei der übliche Verfahren der Leiterplatten-Herstellung genutzt werden können, sowie ihrer Breitbandigkeit und der einfachen Anpassung an die Speiseleitungsimpedanz mithilfe der Modellierung der Streifenleiter-Speise-Struktur.
Die Vivaldi-Antenne kann als planare Form eines Steghornstrahlers aufgefasst werden.

## Namensursprung

Trompete, Hornlautsprecher (wie im Bild) und Vivaldi-Antenne weisen wichtige Analogien wie exponentielle Berandungsform und ähnliche Wellenabstrahlung auf

Die Namensgebung dieser planaren Mikrowellen-Antenne ist nicht vollständig geklärt. Vom Erfinder Peter Gibson selbst, der 2010 verstarb, ist keine schriftliche Erklärung seiner Namenswahl überliefert. Ein Freund und früherer Kollege jedoch, der in den 1980er-Jahren mit ihm zusammen im Philips-Forschungslaboratorium arbeitete und mit ihm bis zu seinem Tod in Kontakt blieb, berichtet über ihn:

“Peter was really into music, composing pieces, teaching piano in those days and was a church organist. He told me that he called the tapered slot antenna a ‘Vivaldi’ as it looked like the cross-section of an early trumpet. Vivaldi had written a trumpet concerto, and it was the 300th anniversary of Vivaldi’s birth in 1678. Anyway, that was Peter’s own explanation of why he gave the name.”

„Peter war wirklich musikalisch, komponierte Stücke, unterrichtete damals Klavier und war Kirchenorganist. Er erzählte mir, dass er die sich verjüngende Schlitzantenne als „Vivaldi“ bezeichnete, da sie wie der Querschnitt einer frühen Trompete aussah. Vivaldi hatte ein Trompetenkonzert geschrieben, und es war der 300. Jahrestag von Vivaldis Geburt im Jahr 1678. Wie auch immer, das war Peters eigene Erklärung der Namensgebung.“